# Секікава

38°05′ пн. ш. 139°34′ сх. д. / 38.083° пн. ш. 139.567° сх. д.
Секіка́ва (яп. 関川村, せきかわむら, МФА: [sekʲikawa muɾa]) — село в Японії, в повіті Івафуне префектури Ніїґата. Станом на 1 квітня 2009 площа села становила 299,61 км². Станом на 1 червня 2011 населення села становило 6361 осіб.